# 猶太-波斯語
猶太-波斯語（Judeo-Persian）是指居住在伊朗的猶太人所說的猶太方言以及所使用的猶太-波斯語文（用希伯來字母書寫）。 廣義來說，猶太-波斯語亦可以是指在整個以前廣闊的波斯帝國猶太社區中所使用的多種猶太-伊朗語言，包括山區及布哈里安語猶太社區(使用布哈里安語)等猶太人居住的地區。
波斯的猶太人稱他們的語言為法爾西語（Fārsi）。一些非猶太人將其稱為「幾希底語」（dzhidi也寫作“zidi”、“judi”或“jidi”），這詞是對「猶太人」的貶義稱呼。
猶太-波斯語基本上是用希伯來字母書寫的波斯語。然而，猶太-波斯語經常與伊朗猶太社區使用的其他猶太-伊朗語言以及方言相混淆，比如「猶太-希拉立語」（Judeo-Shirazi）、「猶太-哈馬達尼語」（Judeo-Hamadani）以及「猶太-卡沙尼語」（Judeo-Kashani）等之猶太人的語言。

## 參閱
- 伊朗波斯語

## 外部連結
- Judeo-Persian Literature, Encyclopædia Iranica （页面存档备份，存于）
- Judeo-Persian Language, Encyclopædia Iranica （页面存档备份，存于）
- Jewish dialect of Isfahan, Encyclopædia Iranica （页面存档备份，存于）
- Judæo-Persian literature (from Jewish Encyclopedia) （页面存档备份，存于）
- Article from Jewish Languages site （页面存档备份，存于）
- A tantalising find from the Jews of medieval Afghanistan[]
- On Judeo-Persian Language and Literature | Part One: State of the Field （页面存档备份，存于）
- Video Archive of Authentic Dialects 7dorim.com （页面存档备份，存于） (Persian)